# Souheil Mouhoudine
Souheil Mouhoudine, né le 29 mars 1995, est joueur international français de futsal.
Formé au football en région parisienne, Souheil Mouhoudine commence le futsal dans son club formateur à la Courneuve. Repéré par Garges Djibson, il intègre le club de première division. Double finaliste coupe-championnat la première année, il est sacré champion de France 2016-17 et connaît ses débuts en équipe de France. Pourtant, à l'été 2017, il rejoint l'ambitieux club d'ACCES en deuxième division. Promu dès la première année, il est finaliste de D1 2018-19. Une fois la pandémie de Covid-19 passée, Mouhoudine dispute sa première campagne européenne et est couronné champion avec ACCS. L'équipe est rétrogradé en D2 mais il reste au club et dispute de nouveau la Ligue des champions UEFA. En 2022, il rejoint l'Étoile lavalloise MFC et participe aux deux doublés coupe-championnat en autant de saison. A l'été 2024, il rejoint l'Espagne et le Jimbee Cartagena.
Souheil Mouhoudine connaît ses débuts en équipe de France de futsal sous le sélectionneur Pierre Jacky. Mouhoudine se hisse parmi les meilleurs buteurs de l'histoire de la sélection et fait partie de la première équipe de France à se qualifier pour un Championnat d'Europe, en 2016, puis à une Coupe du monde, en 2024.

## Biographie

### Enfance et formation
Souheil Mouhoudine grandit à la cité Presov puis Balzac de la Courneuve, dans une famille nombreuse aux côtés de quatre frères et trois sœurs. Il enregistre sa première licence de football à l’AS cournevienne (ASC) dès l’âge de six ans. À onze ans, il part jouer à l'Académie de football Bobigny.
Souheil revient jouer à l'ASC dans la catégorie des moins de 19 ans, en 2013.

### En club

#### Débuts dans le futsal
Revenu en 2013 à l’AS cournevienne, Souheil Mouhoudine intègre aussi la nouvelle équipe de futsal du club. Dans cette pratique, il est champion de PH de la Ligue Paris Île-de-France (seconde division régionale) dès la première année puis de DH en 2014. Il remporte aussi la Coupe de Paris la seconde année.
En 2014-2015, alors en U19 à l'AC Bobigny, Souheil connaît sa première saison complète en seniors. Il dispute plusieurs matchs lors de la Coupe de France de football 2014-2015, dont le 32e de finale contre Évian-Thonon-Gaillard le 3 janvier 2015 (défaite 0-3). Il doit ensuite prolonger avec le club, mais ce dernier ne consentie pas au besoin de rémunération de Mouhoudine.
Repéré lors de ses débuts au futsal avec la Courneuve, le club de Garges Djibson lui propose un contrat à l'été 2015. Finaliste de Division 1 la première année, Mouhoudine remporte le championnat de France 2016-2017 dès sa seconde saison au club.

#### Coupe d'Europe avec ACCS (2017-2022)
À l'intersaison 2017, Mouhoudine rejoint le club montant du moment, l'ACCES FC, avec qui il est promu en Division 1 dès la première année.
L'équipe se hisse en finale de la D1 2018-2019 mais est défait par le Toulon ÉF. Aussi joueur de Foot à 5, Souheil participe à la Neymar Jr Five 2018, qu'il remporte avec la Team Caméléons. En avril 2019, Souheil et son équipe universitaire de l'université d'Evry remportent la RMC Five Cup pour la troisième année consécutive. Capitaine de son équipe, il termine meilleur joueur de cette compétition de foot à 5.
À cause de la pandémie de Covid-19 en France, le championnat 2019-2020 ne va pas à son terme alors qu'ACCS est en tête. Le club est tout de même retenu pour représenter la France en Ligue des champions de l'UEFA la saison suivante.
En même temps que ses débuts européens, Mouhoudine remporte son second titre de champion de France.
En Coupe d'Europe 2021-2022, Souheil Mouhoudine marque à quatre reprises.

#### Titres à Laval et départ en Espagne (depuis 2022)
Pour la saison 2022-2023, Souheil rejoint l'Étoile lavalloise pour deux saisons et ses anciens coéquipiers d'ACCS : Bakkali, El Mesrar, Mohammed,. À la moitié du championnat de Division 1 2022-2023, Mouhoudine est en tête du classement des passeurs décisifs et son équipe est première. L'équipe réalise le doublé coupe-championnat pour la première fois de son histoire et se qualifie pour la Coupe d'Europe.
L'année suivante, Laval et Souheil continue sur leur lancée en dominant le championnat et remportant la Coupe de France. De retour en Ligue des champions, Souheil voit son équipe être éliminée au Tour élite. L’international tricolore quitte le club après deux saisons et autant de doublé coupe-championnat,.
A l'été 2024, Mouhoudine rejoint le champion d'Espagne Jimbee Cartagena.

### En équipe nationale

#### Sélections U21 et universitaire
Début 2016, Souheil joue ses premiers matchs avec l'équipe de France des moins de 21 ans de futsal. En deux rencontres amicales contre la Slovénie, il inscrit autant de doublés.
En juillet 2018, Mouhoudine est membre de l’équipe de France universitaire de futsal qui signe la meilleure performance de son histoire en décrochant la quatrième place lors des Mondiaux de Goiana, au Brésil. Souheil, étudiant en STAPS à l’Université Paris 1, figure dans l’équipe-type du tournoi,.

#### En équipe de France A
En mai 2015, alors joueur de l'AS cournevienne, Souheil Mouhoudine est retenu pour un stage de détection de l'équipe de France de futsal par le sélectionneur Pierre Jacky.
À ses débuts avec les Bleus en 2016, Souheil Mouhoudine s'appuie sur Samir Alla pour faciliter son intégration. Il se souvient en 2024 : « On joue au même poste, il y a tout de suite eu de la bienveillance, un côté fraternel. Encore aujourd’hui, si j’ai un doute ou une question, je lui écris. Il fait partie de ces joueurs dont j’ai voulu suivre l’exemple ». En décembre 2016 en Serbie, Souheil Mouhoudine inscrit son premier but en sélection A (défaite 4-1).
En 2017, Souheil est de toutes les rencontres qualification pour le Championnat d'Europe 2018. Il commence chaque match sur le banc à l'exception du dernier, le barrage retour en Croatie, où il remplace Adrien Gasmi blessé avant le match. Juste après cette qualification, il subit une double luxation à une épaule avec son club d’ACCS.
En janvier 2018, refusant de déclarer forfait, Mouhoudine signe une décharge et fait partie de la sélection française à l'Euro. Strappé de manière importante, il commence les deux rencontres comme titulaire et marque contre l'Espagne (4-4) avant la défaite synonyme d'élimination contre l’Azerbaïdjan (3-5).
En janvier 2022, à l'occasion de l'Umag Nations Futsal Cup organisée en Croatie, Souheil participe aux deux succès contre l’Ouzbékistan (4-2) et le Monténégro (8-4, un but). Mouhoudine est élu meilleur joueur du tournoi. En avril 2022, Souheil compte 69 sélections en Équipe de France Futsal et 34 buts,.
En décembre 2023, Souheil Mouhoudine fait partie de la première sélection française à se qualifier pour une Coupe du monde de futsal. Encore buteur contre l’Allemagne lors du dernier match de qualification en fin d'année, il est depuis celui précédent, face à la Slovaquie, le troisième meilleur buteur des Bleus, dépassant Kamel Hamdoud, et compte 49 buts en 85 sélections en fin d'année civile. Devenu un cadre de la sélection, ces buts font suite à la demande du sélectionneur Raphaël Reynaud : « C’est ce qu’on lui a demandé, de se passer de cette envie de faire des cadeaux à ses copains, en devenant aussi un excellent finisseur ».
Durant la Coupe du monde en octobre 2024, Mouhoudine commence la compétition avec le brassard de capitaine pour sa centième sélection avec le maillot tricolore, face au Guatemala contre qui il égalise à 3-3 (victoire 6-3). En huitième de finale, il alourdi le score en fin de match contre la Thaïlande (5-2). Pour leur premier Mondial, les Français atteignent les demi-finales où ils sont éliminés par le champion du monde 2016 et vice-champion en titre, l'Argentine (2-3) avant de perdre le match de la troisième place. Souheil est le seul Bleu à commencer toutes les rencontres.

## Style de jeu
Lors de ses débuts à la Courneuve, Souheil est mis en avant pour sa technique et sa vitesse. À son arrivée à l'ASC Garges Djibson futsal, Mouhoudine est loué par le club pour sa vision de jeu et sa technique. En 2018, Souheil se dit aussi joueur football freestyle en plus d'être un pratiquant de futsal et foot à 5. Il se démarque par sa qualité technique.
Début 2020, Djamel Haroun, gardien n°1 de l'équipe de France, dit de lui que c'est « le joueur le plus complet de l'équipe de France. (...) Il est très respectueux, très intelligent. (...) Sur un terrain, il peut être détonateur, il peut travailler pour les autres et il peut être décisif. Là où je pense qu'il peut encore améliorer son jeu, c'est dans la finition ».
Lors de son arrivée à l'Étoile lavalloise pour la saison 2022-2023, l'entraîneur André Vanderlei déclare : « Il est très complet. Il est très bon dans la couverture et sait aussi attaquer. Il a une très bonne lecture du jeu et est intéressant dans la construction ».

## Statistiques
| Saison                | Club                  | Championnat           | Championnat | Championnat | Championnat | Coupe(s) nationale(s) | Coupe(s) nationale(s) | Coupe(s) nationale(s) | Compétition(s) continentale(s) | Compétition(s) continentale(s) | Compétition(s) continentale(s) | Compétition(s) continentale(s) | France | France | France | Total | Total | Total |
| Saison                | Club                  | Division              | M.          | B.          | P.d.        | M.                    | B.                    | P.d.                  | Comp.                          | M.                             | B.                             | P.d.                           | M.     | B.     | P.d.   | M.    | B.    | P.d.  |
| 2014-2015             | AF Bobigny            | DH football           | -           | -           | -           | 3                     | 1                     | -                     | -                              | -                              | -                              | -                              | -      | -      | -      | 3     | 1     | 0     |
| 2015-2016             | Garges Djibson        | D1                    | -           | -           | -           | -                     | -                     | -                     | -                              | -                              | -                              | -                              | -      | -      | -      | 0     | 0     | 0     |
| 2016-2017             | Garges Djibson        | D1                    | -           | -           | -           | -                     | -                     | -                     | -                              | -                              | -                              | -                              | -      | 1      | -      | 0     | 1     | 0     |
| Sous-total            | Sous-total            | Sous-total            | -           | -           | -           | -                     | -                     | -                     | -                              | -                              | -                              | -                              | -      | 1      | -      | 0     | 1     | 0     |
| 2017-2018             | ACCES FC              | D2                    | -           | -           | -           | -                     | -                     | -                     | -                              | -                              | -                              | -                              | -      | 5      | -      | 0     | 5     | 0     |
| 2018-2019             | ACCES FC              | D1                    | 21          | 17          | -           | 1                     | -                     | -                     | -                              | -                              | -                              | -                              | -      | 8      | -      | 22    | 25    | 0     |
| 2019-2020             | ACCS FC               | D1                    | 13          | 17          | -           | -                     | -                     | -                     | -                              | -                              | -                              | -                              | -      | 3      | -      | 13    | 20    | 0     |
| 2020-2021             | ACCS FC               | D1                    | 20          | 14          | -           | -                     | -                     | -                     | C1                             | 3                              | -                              | -                              | -      | 9      | -      | 23    | 23    | 0     |
| 2021-2022             | ACCS FC               | D2                    | 11          | 8           | -           | 3                     | 4                     | -                     | C1                             | 8                              | 4                              | -                              | -      | 5      | -      | 22    | 21    | 0     |
| Sous-total            | Sous-total            | Sous-total            | 65          | 64          | -           | 4                     | 4                     | -                     | -                              | 11                             | 4                              | -                              | -      | 30     | -      | 80    | 102   | 0     |
| 2022-2023             | Étoile lavalloise FC  | D1                    | -           | 14          | 24          | -                     | -                     | -                     | -                              | -                              | -                              | -                              | -      | -      | -      | 0     | 14    | 24    |
| Total sur la carrière | Total sur la carrière | Total sur la carrière | 65          | 78          | 24          | 7                     | 5                     | 0                     | -                              | 11                             | 4                              | 0                              | 69     | 34     | 0      | 152   | 121   | 24    |

## Palmarès
En juillet 2018, Mouhoudine est membre de l’équipe de France universitaire de futsal qui signe la meilleure performance de son histoire en décrochant la quatrième place lors des Mondiaux de Goiana, au Brésil. Souheil, étudiant en STAPS à l’Université Paris 1, est élu meilleur joueur du Tournoi. Durant l'été 2018, Souheil participe à nouveau aux championnats du monde de futsal universitaire au Kazakhstan avec la France, dont il termine dixième. Aussi joueur de Foot à 5, Souheil participe à la Neymar Jr Five 2018, qu'il remporte avec la Team Caméléons.
Avec l'ASC Garges Djibson futsal, Mouhoudine est finaliste de Division 1 la première année, puis remporte le championnat de France 2016-2017 dès sa seconde saison. À l'intersaison 2017, Mouhoudine rejoint l'ACCES FC avec qui il est promu en Division 1 dès la première année. Finaliste la première saison en D1, le championnat 2019-2020 ne va pas à son terme à cause de la pandémie de Covid-19, alors qu'ACCS est en tête, mais aucun titre n'est décerné. En 2020-2021, Mouhoudine remporte son deuxième titre de champion de France.
À ses débuts dans le futsal en 2013 avec l’AS cournevienne, Souheil Mouhoudine est champion de PH de la Ligue Paris Île-de-France (seconde division régionale) dès la première année puis de DH en 2014. Il remporte aussi la Coupe de Paris la seconde année.
| International | National | Régional |
| --- | --- | --- |
| - Championnat du monde universitaire - 4e : 2019 avec la France - 11e : 2018 avec la France - Neymar Jr Five (1) - Vainqueur : 2018 avec Team Caméléons | - Division 1 (4) - Champion : 2017 (Garges) et 2021 (ACCS) et 2023 et 2024 (Laval) - Finaliste : 2016 (Garges) et 2019 (ACCES) - Coupe de France (2) - Vainqueur : 2023 et 2024 (Laval) - Division 2 - Vice-champion : 2018 avec ACCES | - Division d'honneur Paris-IdF (1) - Champion : 2014 avec la Courneuve - Coupe de Paris (1) - Vainqueur : 2014 avec la Courneuve - Promotion d'honneur Paris-IdF (1) - Champion : 2013 avec la Courneuve |